# Pavol Ďurica
Pavol Ďurica (Bártfa, 1983. május 17. –) szlovák labdarúgó.

## Magánélete
Testvére, Ján Ďurica korábbi szlovák válogatott labdarúgó, edző.

## Pályafutása

### Klubcsapatokban
Pavol Ďurica 1983-ban született Csehszlovákiában. Első csapata a Dunaszerdahely alakulata, az FC DAC 1904 ahol 2001 és 2007 között játszott, valamint a ligeti Artmedia Bratislava 2007 és 2008 között.
2008 elején leigazolta a magyar Fehérvár FC, ahol csak négy meccset játszott. 2008. március 27-én a Magyar Kupa-negyeddöntőjének visszavágóját rendezték az Oláh Gábor utcai stadionban, ahol egy debreceni büntető után lőtte a sorozat történetének egyik legnagyobb öngólját. Sokáig vitatott volt, hogy szándékosan talált a saját kapujába vagy csupán véletlen volt.
Később eladta a Fehérvár, mert nem jelent meg az edzésen sem a tartalék csapat meccsein, és ezt követően visszatért a ligeti Artmedia Bratislavába. 2010-ben leigazolta egykori nevelő egyesülete, az FC DAC 1904 Dunaszerdahely.
2012-ben az osztrák harmadosztályú SC Ritzing játékosa lett. 2013-ban az 1600 lakosú Diósförgepatony csapatánál, a DSC Orechova Potonnál focizott. 2014-től kezdve főleg amatőr szlovák csapatokban játszik.